# れすきゅーME!
『れすきゅーME!』（れすきゅーミー!）は、巻田佳春による日本の漫画作品。

## 概要
『チャンピオンRED いちご』（秋田書店）VOL.9より最終号まで連載された。
いわゆる「学園ラブコメ」、「ハーレムもの」に分類される作品だが、主人公は常識的なのにもかかわらずヒロインキャラは皆妄想癖があり常識外の言動をする、という、一般的なラブコメ作品の構造からは転倒した物語になっている。成年指定作品ではないが、ナンセンスギャグに分類されるネタではあるものの過激な描写が多い。
連載が開始される前の『チャンピオンRED いちご』VOL.8の予告では、「そんなコンナで。(仮)」という名前で紹介されていた。

## ストーリー
両親が海外に出張中で留守、という以外には特にこれといった特徴もない高校生、水谷正行は、ある日突然同学年の女子生徒である清水さやかに「親に雇われた家政婦」として自宅に押しかけられる。
その日から、「住み込みの家政婦、いや妻」と自称して正行の家に住み着いてしまうさやか、正行を「お兄ちゃん」と慕う年下の叔母の篁結花、結花に恋する「ヤンデレ」少女高木麻衣、正行とさやかの関係に妄想を膨らませる「後輩」の小園杏奈らに囲まれ、正行の日夜彼女たちの（主に＊＊な）妄想に振り回される日々が始まる。

## 登場人物
キャストはドラマCD版 / OVA版
水谷 正行（みずたに まさゆき）
声 - 豊永利行 / 逢坂良太
本作の主人公で普通の高校生。両親は海外に出張中。
極めて常識人だが、妄想に走りがちな女の子たちに囲まれて振り回されているため、苦労が絶えない。
清水 さやか（しみず さやか）
声 - 稲村優奈 / 野村真悠華
正行の同学年（学級は別）で、正行の親に留守を頼まれた、として正行の家に家政婦として押し掛け、強引に住み込みで働いている。
美人で有能な優等生だが、常識とは明らかにズレた思考とそこから導き出される妄想に基づいた言動は激しく変。霊能力があるらしく、魔法のようなものが使える。
篁 結花（たかむら ゆか）
声 - 高森奈津美
正行の母の歳の離れた妹で、血縁関係としては正行の叔母にあたるが、一つ下の中学生。
正行のことを「お兄ちゃん」と慕っている。さやかに負けず劣らず妄想が激しく、突然家に住み着いたさやかにライバル心を燃やし、正行を奪われまいと度々暴走する。
高木 麻衣（たかぎ まい）
声 - 長谷川知子 / 松本ふくみ
結花と同じ中学生で、同性に恋する百合娘。日々結花に一方的な愛情を注ぎ、日常的にストーカーまがいの行為に出て迷惑がられている。
正行のことは結花を奪おうとする障害として認識しており、度々過激な行動に訴えようとする。普段はおっとりとした少女だが、結花に関することは正行に対しては態度が豹変する。
小園 杏奈（おぞの あんな）
声 - 河原木志穂 / 三宅麻理恵
正行の後輩で、美化委員会のメンバー。正行に対して過激な妄想と言動を隠さないさやか達に対して全く動じず、自分も一緒になって妄想を膨らませている。妄想の内容はさやか達に負けず劣らず過激。
大人しい性格だが、時折見せる計算高さと腹黒さはさやか以上。
松下
声 - 興津和幸（OVA版）
正行の同級生。突然美少女に囲まれる毎日を過ごすことになった正行を羨ましがり、誤解と妄想を周囲に広げる。

## 書誌情報
- 巻田佳春 『れすきゅーME!』 秋田書店『チャンピオンRED いちご』 2008年VOL.9 ～ 2014年VOL.45、〈チャンピオンREDコミックス〉、全4巻
  1. 2010年3月19日発売[3]、ISBN 978-4-2532-3443-6
  2. 2011年11月18日発売[4]、ISBN 978-4-2532-3444-3
  3. 2013年6月20日発売[5]、通常版：ISBN 978-4-2532-3445-0 / オリジナルアニメBlu-ray付予約限定版：ISBN 978-4-2531-8182-2
  4. 2014年10月20日発売[6]、ISBN 978-4-2532-3446-7

## ドラマCD
チャンピオンREDいちごVOL.29（2011年12月5日発売）の付録として製作された。
1. 「清水さん、服を着て!」
2. 「結花ちゃんも服を着て!」
3. 「クリスマスに草むらで三つ巴?」
4. 「三番目の小園さん」
5. 「温泉LOVEで、れすきゅーME!」

スタッフ
- 脚本：子安秀明
- 音響監督：たなかかずや
- 音響効果：川田清貴（スワラ・プロ）
- 録音調整：阿部智佳子（タバック）
- 録音助手：澤村裕樹（タバック）
- 録音スタジオ：タバック
- 音響制作：ダックスプロダクション
- 音響制作担当：西島浩志（ダックスプロダクション）

## OVA
コミックス第3巻オリジナルアニメBlu-ray付き予約限定版（2013年6月20日発売）として製作された。
- 本編27分、画面サイズ16：9

### スタッフ
- 監督・絵コンテ - 川口敬一郎
- 原作 - 巻田佳春
- 企画 - 伊藤純
- 脚本 - 佐藤裕
- 演出 - Бакунин Роман
- キャラクターデザイン・作画監督 - 磯野智
- 色彩設計 - のぼりはるこ
- 美術監督 - 椋本豊
- 撮影監督 - 戸澤雄一郎
- 編集 - 南下原減多
- 音響効果 - 小山恭正
- 録音スタジオ - スタジオマウス
- キャスティング協力 - 松岡超
- 音響制作 - マジックカプセル
- 音楽 - 吉田シゲロウ
- アニメーション制作 - フッズエンタテインメント
- 製作 - れすきゅーME!製作委員会

### 主題歌
「きゅんきゅん Everyday」
作詞・作曲・編曲 - 吉田シゲロウ / 歌 - 青木春子